# لورنس ستيفن لاوري
كان لورنس ستيفن لاوري (1 نوفمبر 1887- 23 فبراير 1976) فنانًا إنجليزيًا. صورت رسوماته ولوحاته بصورة رئيسة بيندلبيري ولانكشر (حيث عاش وعمل لأكثر من 40 عامًا) بالإضافة إلى سالفورد وجوارها.
يشتهر لاوري برسمه مشاهد من حياة المقاطعات الصناعية في شمال غرب إنجلترا في منتصف القرن العشرين. طور أسلوب رسم مميزًا اشتهر بمشاهده الحضرية المأهولة بشخصيات بشرية، وغالبًا ما يشار إليهم باسم «رجال عيدان الثقاب». رسم مشاهد غامضة غير مأهولة، وصورًا شخصية كئيبة، وأعمال «الماريونيت» التي لم تنشر، والتي لم يُعثر عليها إلا بعد وفاته. كان مأخوذًا بالبحر، ورسم مشاهد بحرية صافية، لا يصور فيها إلا البحر والسماء، منذ مطلع أربعينيات القرن العشرين.
دفع استخدامه للشخصيات المنمطة التي لا تلقي ظلالًا، ونقص المؤثرات الجوية في العديد من مشاهده النقاد إلى تسميته «رسام يوم الأحد» الفطري.
يحمل لاوري الرقم القياسي في رفض التكريمات البريطانية، إذ رفض خمسة بما فيها رتبة فروسية (1968). تعرض مجموعة من أعماله في مسرح ومعرض ذا لاوري، وهو معرض فني بُني مخصصًا لهذا الغرض في سالفورد كويز. في 26 يونيو 2013، افتُتح معرض استذكاري كبير في متحف تيت بريطانيا بلندن، كان معرضه الأول، وفي 2014 أُقيم معرضه الفردي الأول خارج المملكة المتحدة في نانجينغ بالصين.

## نشأته
وُلد في 1 نوفمبر 1887 في 8 شارع باريت بستريتفورد، الذي كان آنذاك في لانكشر. كانت ولادة صعبة، وشق على والدته إليزابيث، التي طالما أمِلت أن تنجب بنتًا، أن تنظر إليه حتى في البداية. أعربت لاحقًا عن حسدها أختها ميري، التي «أنجبت ثلاث بنات رائعات» بدلًا عن «صبي أخرق» واحد. عمل روبرت، والد لاوري، الذي كان من نسل أيرلندي شمالي، كاتبًا لصالح شركة جيكوب إيرنشو وابنه العقارية وكان رجلًا انطوائيًا منعزلًا. وصفه لاوري مرة بأنه «سمكة باردة» و «(من صنف الرجال) الذين أدركوا أن أمامهم حياة يعيشونها وبذلوا قصارى جهدهم ليجتازوها».
بعد ولادة لاوري، تدهورت صحة والدته حتى لم يعد بإمكانها متابعة التدريس. ذكرت التقارير أنها كانت امرأة متدينة وموهوبة ومحترمة، وتطمح أن تصير عازفة بيانو محترفة. كانت كذلك امرأة متوترة وعصبية نشأها أبوها الصارم على ارتقاب معايير عالية. ومثله، كانت متسلطة وغير متسامحة مع الفشل. استخدمت المرض وسيلة لضمان اهتمام زوجها اللطيف الحنون وطاعته وهيمنت على ابنها بالأسلوب نفسه. أكد لوري أنه عاش طفولة تعيسة ونشأ في جو عائلي قمعي. ورغم أن والدته لم تظهر أي تقدير لمواهب ابنها الفنية، كان عدد من الكتب التي تلقاها لاوري هدايا في عيد الميلاد مُرسلة إلى «عزيزنا لاوري». أنشأ بضع صداقات في المدرسة وأظهر كفاءة أكاديمية. كان والده عطوفًا عليه لكن أجمعت الحكايات على أنه كان رجلًا هادئًا يرتاح للتلاشي في خلفية الأشياء مثل شبح متوار عن الأنظار.
قضى لاوري معظم سنيه الأولى في ضاحية فيكتوريا بارك برشولم المورقة في مانشستر، لكن في 1909، عندما كان في الثانية والعشرين، وبسبب ضغوط مالية، انتقلت عائلته إلى 117 ستيشن رود في بلدة بيندلبيري الصناعية. كانت المناظر الطبيعية فيها تتألف من مصانع النسيج ومداخن المصانع بدلًا من الأشجار، وتذكر لوري لاحقًا قائلًا: «مقتتها في البداية، ثم بعد سنوات صارت تثير اهتمامي جدًا، ثم صرت مهووسًا بها... تأخرت على قطار من بيندلبيري في أحد الأيام، -وهي مكان أهملته لسبع سنوات- وعندما غادرت المحطة رأيت طاحونة شركة آكمي للغزل والنسيج... الإطارات السوداء الضخمة لصفوف النوافذ المضاءة بالأصفر تنتصب قبالة سماء الظهيرة الحزينة الرطبة المشحونة. كانت الطاحونة تقلب... ورحت أشاهد المنظر –الذي نظرت إليه مرات عدة من دون بصيرة- مفتونًا...

## تعليمه
بعد مغادرته المدرسة، بدأ لاوري بالعمل لصالح شركة بول مول، وصار يجمع الإيجارات لاحقًا. كان يمضي بعض الوقت في استراحة غدائه في حديقة بويل هيل ويحضر في الأمسيات دروس فنون خاصة في الرسم القديم واليدوي. في عام 1905، أمن مقعدًا في مدرسة مانشستر للفن، حيث درس تحت إشراف الانطباعي الفرنسي بيير أدولف فاليت. كان لاوري كثير الثناء على فاليت بصفته مدرسًا، وقال: «لا يمكنني المبالغة في تقدير الأثر الذي أنزله بي مجيئي إلى مدينة أدولف فاليت الباهتة هذه، المليئة بالانطباعيين الفرنسيين، العارفين بكل ما كان يجري في باريس». في عام 1915، انتقل إلى المعهد التقني الملكي بسالفورد (التي صارت لاحقًا الكلية التقنية الملكية بسالفورد، والآن جامعة سالفورد) حيث استمرت دراساته حتى عام 1925، طور هناك اهتمامًا بالمناظر الصناعية وبدأ بتأسيس أسلوبه الخاص.
كانت لوحات لاوري الزيتية انطباعية بالأصل وداكنة لكن دي. بي. تايلور من صحيفة الغارديان اهتم بعمله وحثه على الابتعاد عن لوحة الألوان الكئيبة التي كان يستخدمها. أخذ لاوري هذه النصيحة في الحسبان وبدأ باستخدام خلفية بيضاء لتلطيف الصور. طور أسلوب رسم مميزًا ويشتهر بمشاهده الحضرية المأهولة بشخصيات بشرية، وغالبًا ما يشار إليهم باسم «رجال عيدان الثقاب». رسم مشاهد غامضة غير مأهولة، وصورًا شخصية كئيبة، وأعمال «الماريونيت» التي لم تنشر، والتي لم يُعثر عليها إلا بعد وفاته.

## وفاة والديه
توفي والده في 1932، تاركًا ديونًا، وصارت والدته، المعرضة للعصاب والاكتئاب طريحة الفراش وتعتمد على ابنها في الرعاية. كان لاوري يرسم بعد أن تنام والدته، بين العاشرة مساء والثانية أو الثالثة صباحًا. كان العديد من اللوحات التي أُنتجت في هذه الفترة صورًا ذاتية (يشار إليها غالبًا باسم سلسلة «الرؤوس الرهيبة»)، والتي توضح تأثير التعبيرية وربما تكون مستوحاة من معرض أعمال فنسنت فان غوخ في معرض مانشستر للفنون في 1931. أعرب عن أسفه لأنه لم يتلق إلا القليل من التقدير بصفته فنانًا حتى توفيت والدته (1939) ولم تستطع الاستمتاع بنجاحه. من منتصف الثلاثينات حتى 1939، كان لاوري يذهب في إجازات سنوية إلى بيرويك أبوت تويد. بعد اندلاع الحرب العالمية الثانية، عمل لوري مراقب إطفاء متطوع وأصبح فنان حرب رسميًا في 1943. في عام 1953، عُين فنانًا رسميًا في تتويج الملكة إليزابيث الثانية. بعد وفاة والدته في أكتوبر 1939، أصيب بالاكتئاب وأهمل صيانة منزله حتى استعاده المالك في 1948. لم يعان نقصًا في المال واشترى «ذا إلمز» في موترام بلونغنديل ثم في تشيشير. كانت المنطقة ريفية أكثر لكن لاوري اعترف بكرهه للمنزل والمنطقة.